# Papa Estêvão II
Estêvão II (ou Estevão III, segundo outra numeração) foi o 92º  Pontífice Romano, de 752 até sua morte em 757.
Estêvão II foi eleito em 26 de março de 752, doze dias após a morte do Papa Zacarias. Fora eleito antes um sacerdote romano, também chamado Estêvão, que, porém, faleceu três dias depois, sem haver sido consagrado, não sendo, por isso, considerado Papa. Estêvão II era romano, filho de Constantino, que era um simples trabalhador de olaria, mas que, em sua sabedoria, soube proporcionar aos filhos (treze ao todo), incluindo o seu sucessor, o Papa Paulo I, uma educação que jamais teve. Órfão desde tenra idade, foi educado, como seu irmão, na escola patriarcal de Latrão. Ânimo adaptado a grandes empresas, iniciou para Roma um novo período.
Astolfo, rei lombardo, havia expulsado do norte os exércitos bizantinos. De posse da grande Ravena, cobiçava Roma. O Papa recorreu a Constantinopla, mas não obteve ajuda. Astolfo sitiou Roma. O Papa Estêvão realizou então solene procissão, que acompanhou de pés descalços e com a cabeça coberta de cinzas, levando uma grande cruz, da qual pendiam os tratados de paz violados por Astolfo. Assim mesmo o ambicioso rei ameaçou passar a fio de espada todos os romanos. Estêvão recorreu a Pepino, rei dos Francos, o qual desceu com um grande exército, libertou Roma, sitiou Astolfo em Pavia e lhe arrebatou Ravena com outras cidades ex-bizantinas, entregando-as ao Papa, para sua independência política (Tratado de Quierzy). Foi a confirmação do Poder Temporal dos Papas, ou os Estados Pontifícios.
Roma, que os Pontífices haviam conservado contra a cobiça dos bárbaros, ficou sendo, sem contestação, a cidade pontifícia. Curiosa foi uma carta que o Papa Estêvão escreveu "como se São Pedro a tivesse escrevendo", dirigindo-a ao Rei Pepino. O Papa Estêvão morreu em 24 de abril de 757 vítima de uma grave enfermidade reumática que o paralisou completamente por dois dias.